# Maison de Paul Berthelot
 (décembre 2021).
Si vous disposez d'ouvrages ou d'articles de référence ou si vous connaissez des sites web de qualité traitant du thème abordé ici, merci de compléter l'article en donnant les références utiles à sa vérifiabilité et en les liant à la section « Notes et références ».
 (décembre 2021).
La mise en forme du texte ne suit pas les recommandations de Wikipédia : il faut le « wikifier ».
Les points d'amélioration suivants sont les cas les plus fréquents. Le détail des points à revoir est peut-être précisé sur la page de discussion.
- Les titres sont pré-formatés par le logiciel. Ils ne sont ni en capitales, ni en gras.
- Le texte ne doit pas être écrit en capitales (les noms de famille non plus), ni en gras, ni en italique, ni en « petit »…
- Le gras n'est utilisé que pour surligner le titre de l'article dans l'introduction, une seule fois.
- L'italique est rarement utilisé : mots en langue étrangère, titres d'œuvres, noms de bateaux, etc.
- Les citations ne sont pas en italique mais en corps de texte normal. Elles sont entourées par des guillemets français : « et ».
- Les listes à puces sont à éviter, des paragraphes rédigés étant largement préférés. Les tableaux sont à réserver à la présentation de données structurées (résultats, etc.).
- Les appels de note de bas de page (petits chiffres en exposant, introduits par l'outil «  Source ») sont à placer entre la fin de phrase et le point final[comme ça].
- Les liens internes (vers d'autres articles de Wikipédia) sont à choisir avec parcimonie. Créez des liens vers des articles approfondissant le sujet. Les termes génériques sans rapport avec le sujet sont à éviter, ainsi que les répétitions de liens vers un même terme.
- Les liens externes sont à placer uniquement dans une section « Liens externes », à la fin de l'article. Ces liens sont à choisir avec parcimonie suivant les règles définies. Si un lien sert de source à l'article, son insertion dans le texte est à faire par les notes de bas de page.
- La présentation des références doit suivre les conventions bibliographiques. Il est recommandé d'utiliser les modèles {{Ouvrage}}, {{Chapitre}}, {{Article}}, {{Lien web}} et/ou {{Bibliographie}}. Le mode d'édition visuel peut mettre en forme automatiquement les références.
- Insérer une infobox (cadre d'informations à droite) n'est pas obligatoire pour parachever la mise en page.

Pour une aide détaillée, merci de consulter Aide:Wikification.
Si vous pensez que ces points ont été résolus, vous pouvez retirer ce bandeau et améliorer la mise en forme d'un autre article.
Pour les articles homonymes, voir Berthelot.
La maison de Paul Berthelot est un bâtiment partiellement classé monument historique, situé dans l'actuelle rue Ernest-Renan à Bordeaux. Ce bâtiment est connu pour ses traits architecturaux d'art déco et d'art nouveau effectués par son ancien propriétaire Paul Berthelot au tout début du XXe siècle.

## Histoire
Cette maison est initialement une échoppe, située au 28 rue Terre-Nègre (actuelle rue Ernest-Renan) à Bordeaux et déjà surélevée d'un étage en 1883. Paul Berthelot (1863-1932), un journaliste, critique d'art, librettiste et auteur dramatique bordelais, en fait l'acquisition auprès d'Amélie Martin le 15 mars 1899. Des travaux y sont effectués sous son égide par l'architecte Albert Tournier, de 1899 à 1908[réf. nécessaire] en ajoutant au bâtiment un second étage et en le dotant d'une toute nouvelle façade côté jardin,.
Son intérêt pour les arts décoratifs se retrouvent dans des éléments d'aménagement intérieur de la maison (toiles marouflées de Félix Carme, décorations d'Émile Brunet, verreries de Jean-Léon Delmas).
Le voyage qu'il effectue en Asie pour y représenter la presse à l'exposition internationale de Hanoi (1902-1903) est une source d'inspiration pour réaménager le fumoir du rez-de-chaussée en salon chinois. 
Des parties de l'immeuble sont inscrites sur la liste supplémentaire des monuments historiques après l'arrêté du 8 juillet 1992. Ces parties se composent des façades et toitures, de la cage d'escalier avec sa rampe, du salon chinois, de la salle de bains du premier étage, de l'ensemble des verrières et de la totalité du décor intérieur.

## Description
Cet édifice est bien une maison et non un hôtel particulier en raison de ses dimensions moindres, liées au fait que le couple Berthelot n'a pas d'enfant.

### Les façades
Cet édifice, divisé en trois niveaux soit deux étages, se caractérise par le contraste entre la façade côté rue, qui se veut sobre et ne manifeste pas de volonté ostentatoire, et la façade coté jardin, invisible depuis la rue et visuellement singulière. Le couple ne souhaitait pas que leur maison se détache de son paysage urbain même si elle contient des détails subtils et raffinés.

#### Côté rue
Le rez-de-chaussée se compose de deux fenêtres et une porte accessible par un double emmanchement. Le numéro de la porte est implanté au milieu d'une feuille d'acanthe, motif que l'on retrouve également sur les consoles (éléments porteurs du balcon). Ce premier niveau accentue la stéréotomie de l'architecture par un refend de maçonnerie horizontal. Pour les niveaux supérieurs, ce bossage sera présent essentiellement sur la partie centrale de la façade.    
Le second niveau, correspondant au premier étage, se distingue par un travail de ferronnerie avec un balcon en fer forgé soulignant la fenêtre centrale et des gardes-corps en fer forgé pour les fenêtres latérales. On retrouve la présence de décors végétaux au-dessus des fenêtres. La fenêtre de la salle de bain, au-dessus de la porte d'entrée, se distingue par des vitraux.    
Le second étage n'est plus marqué par des ferronneries mais par des balustrades. De même, les feuilles d'acanthe deviennent des guirlandes végétales.    
La partie sommitale de la maison est soulignée d'un tympan arqué au centre et de balustrades de part et d'autre.

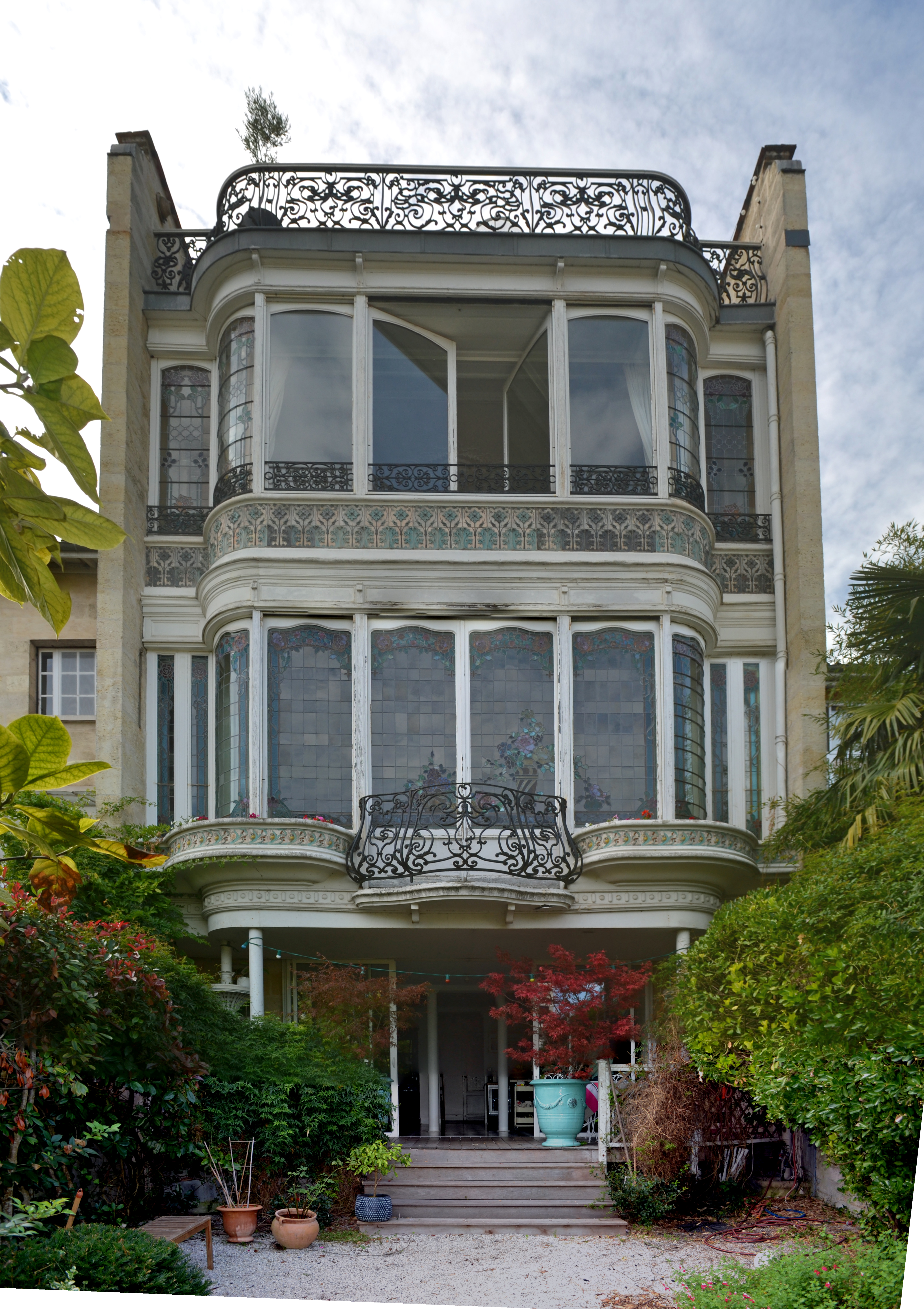
Façade côté jardin

#### Côté jardin
La façade sur jardin est presque intégralement vitrée et son premier niveau est en-dessous du niveau de la rue. Les deux niveaux supérieurs (correspondant au rez-de-chaussée et au premier étage) sont pourvus de bow-windows avec des verrières à motifs colorés réalisés par l'atelier Jean-Léon Delmas. Chaque niveau est rythmé par des frises de céramiques polychromes.

### Les étages[3]
Le niveau du jardin est en dessous du niveau de la rue.
Le rez-de-chaussée est un niveau destiné au pièces communes et de réception (salons dont un salon chinois, salle à manger). Le premier étage est consacré à des espaces de travail et de repos (cabinet de travail, billard et première chambre). Le dernier étage est dédié aux trois dernières chambres. Cette répartition dénote une maison tournée vers la réception de convives car les pièces de nuit sont à l'étage.  
Tous les étages sont reliés par un escalier fait de pierre pour les marches et de bois et métal pour la rambarde. Il est traversant et permet la circulation du sous-sol au deuxième étage où il est couronné d'une verrière, véritable puits de lumière. Il est entièrement orné de peintures d'Émile Brunet réalisées en 1908. Selon des sondages récents (2021) la peinture actuelle recouvrirait une imitation marbre au niveau du limon (la plinthe perpendiculaire aux marches en pierre).  
- Plans d'architecte de la maison
- Plan du jardin
- Plan du rez-de-chaussée
- Plan du premier étage
- Plan du deuxième étage

### Mobilier
L'intégralité du mobilier d'origine a été donnée à la ville de Bordeaux.
Il semblerait que le grand salon était décoré de plantes dans des pots en zinc. Les plantes auraient alors pour effet de faire entrer le naturel dans la maison, de le reconnecter avec l’extérieur, toujours dans l’idée d’un art nouveau en communion avec la nature, dans ces formes, ces motifs, ces couleurs et ces textures.

## Les peintures
Le décor peint de la maison, principalement au rez-de-chaussée et dans l'escalier, est réalisé par deux peintres français, Émile Brunet et Félix Carme.

### Les peintures florales
C'est Félix Carme qui est chargé du décor peint au thème floral de la maison. 
On retrouve son travail dans les quatre panneaux du couloir d'entrée sur le thème les quatre saisons, représentées sous forme de compositions florales.
Le salon reçoit également un décor floral sous forme d'un grand tableau intitulé L'Été, signé en bas à droite par Félix Carme. On y voit une gerbe de fleurs dans un jardin aménagé. 

Peintures de Félix Carme conservées à la maison de Paul Berthelot
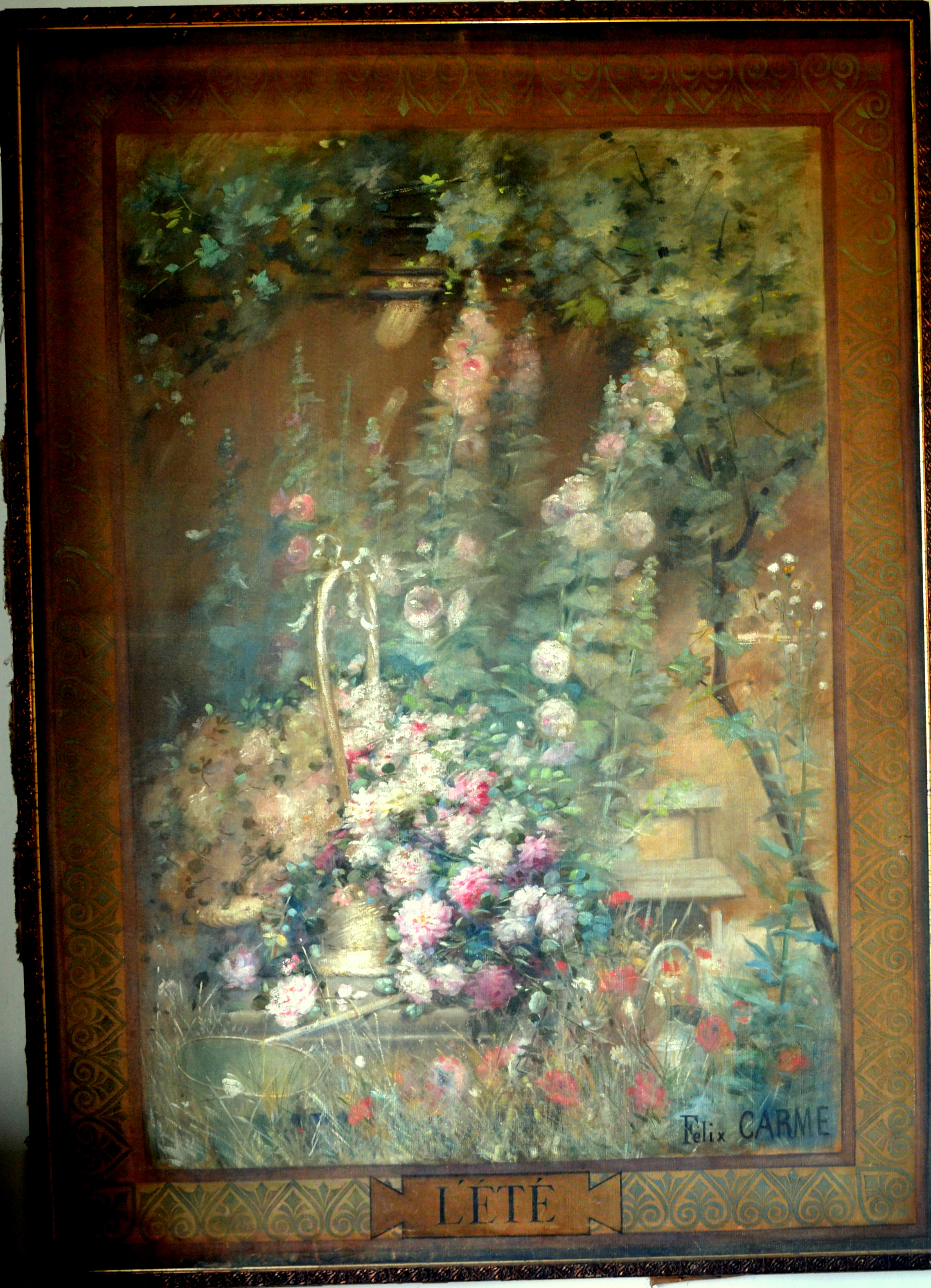
Félix Carme, L'Été, vers 1908.
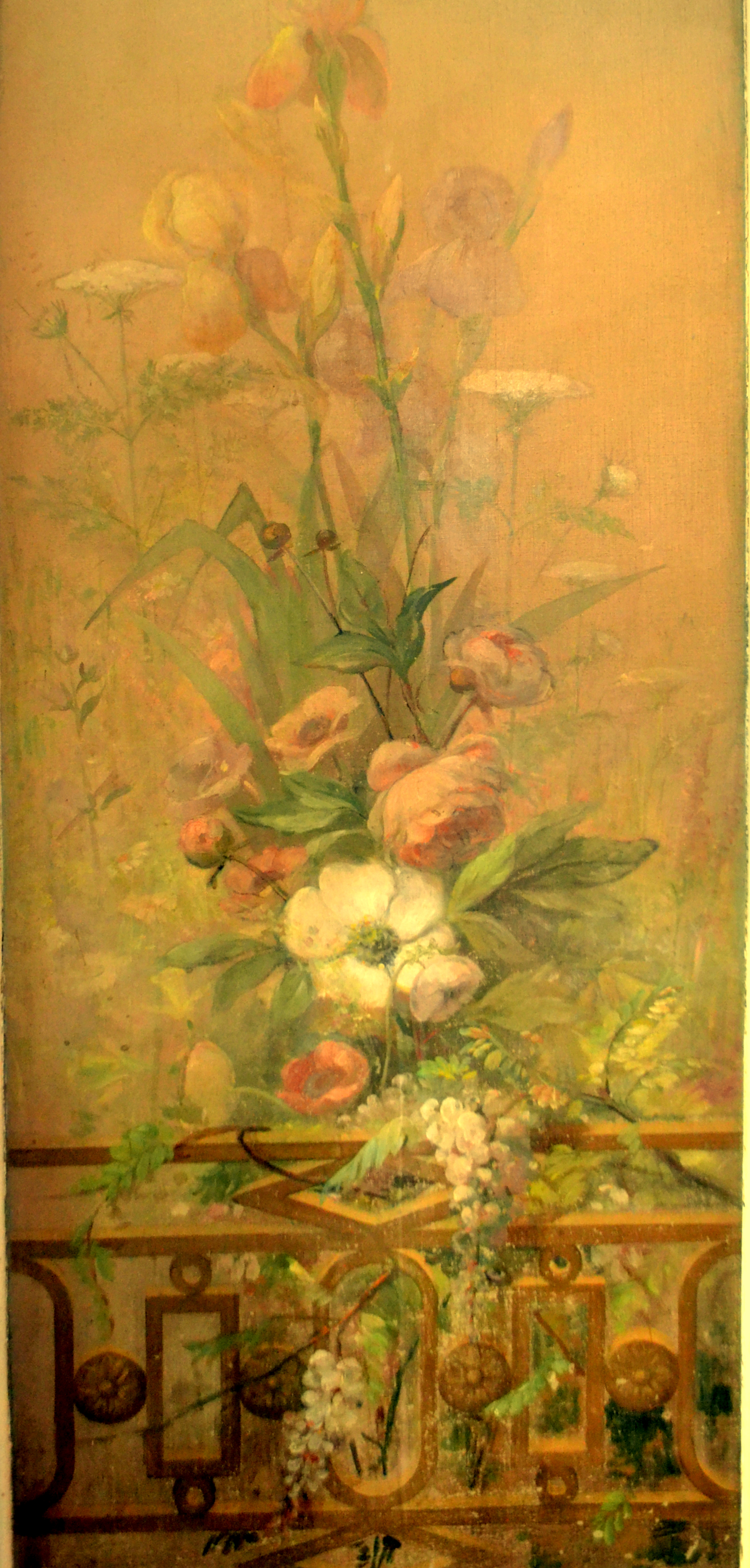
Félix Carme, Panneau du couloir d'entrée, vers 1908.
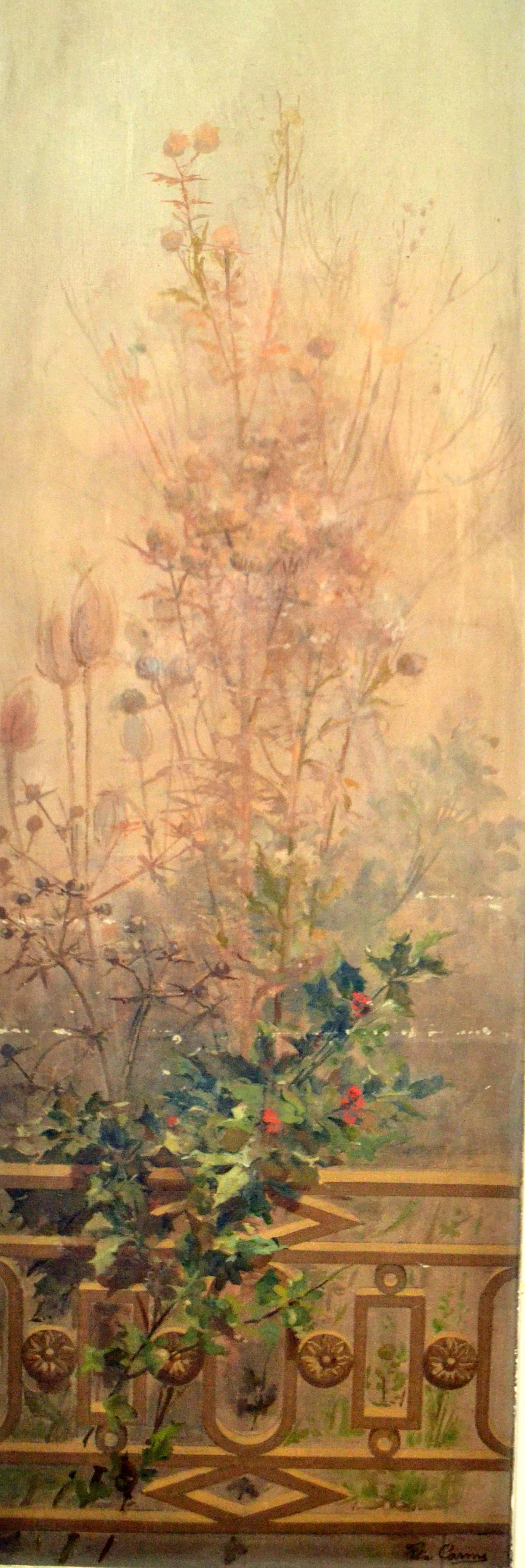
Félix Carme, Panneau du couloir d'entrée, vers 1908.
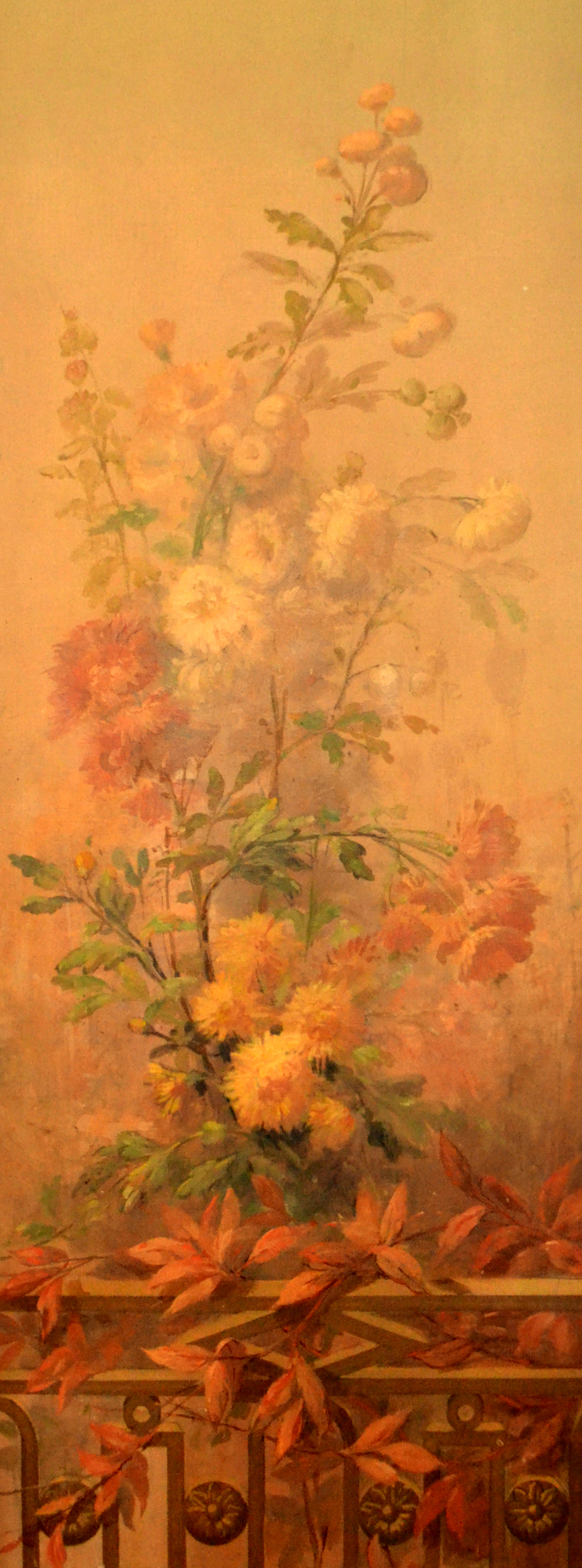
Félix Carme, Panneau du couloir d'entrée, vers 1908.

### Les peintures de femmes
Émile Brunet réalise des peintures de formats divers sur le thème de la femme et de l'amour.
La première pièce d'accueil, le salon jouxtant la porte d'entrée, est décorée de quatre médaillons placés dans les quatre coins de la pièce, portant le portrait de quatre femmes. Au centre du mur Est, on trouve dans la partie haute du manteau de la cheminée, un cinquième élément peint. Il s'agit d'un tableau intégré au manteau représentant trois putti, dont deux volants. 
L'escalier, au centre de la maison, est décoré de grandes fresques signée par Émile Brunet en 1908, entre le rez-de-chaussée et le premier étage. Ces fresques représentent des femmes tout juste drapées, dans un environnement extérieur où la nature se mêle à des ruines de pierres.
- Émile Brunet, Peinture de l'escalier, 1908.
- Émile Brunet, peinture du salon d'entrée, 1908.
- Émile Brunet, Peinture de l'escalier, 1908